# Gulpen-Wittem
Ne doit pas être confondu avec Gulpen (Plombières).
Gulpen-Wittem est une commune des Pays-Bas de la province du Limbourg.

## Lien externe

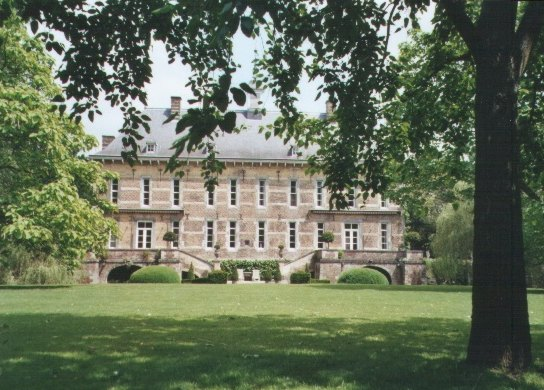
Le château de Wijlre à Wijlre

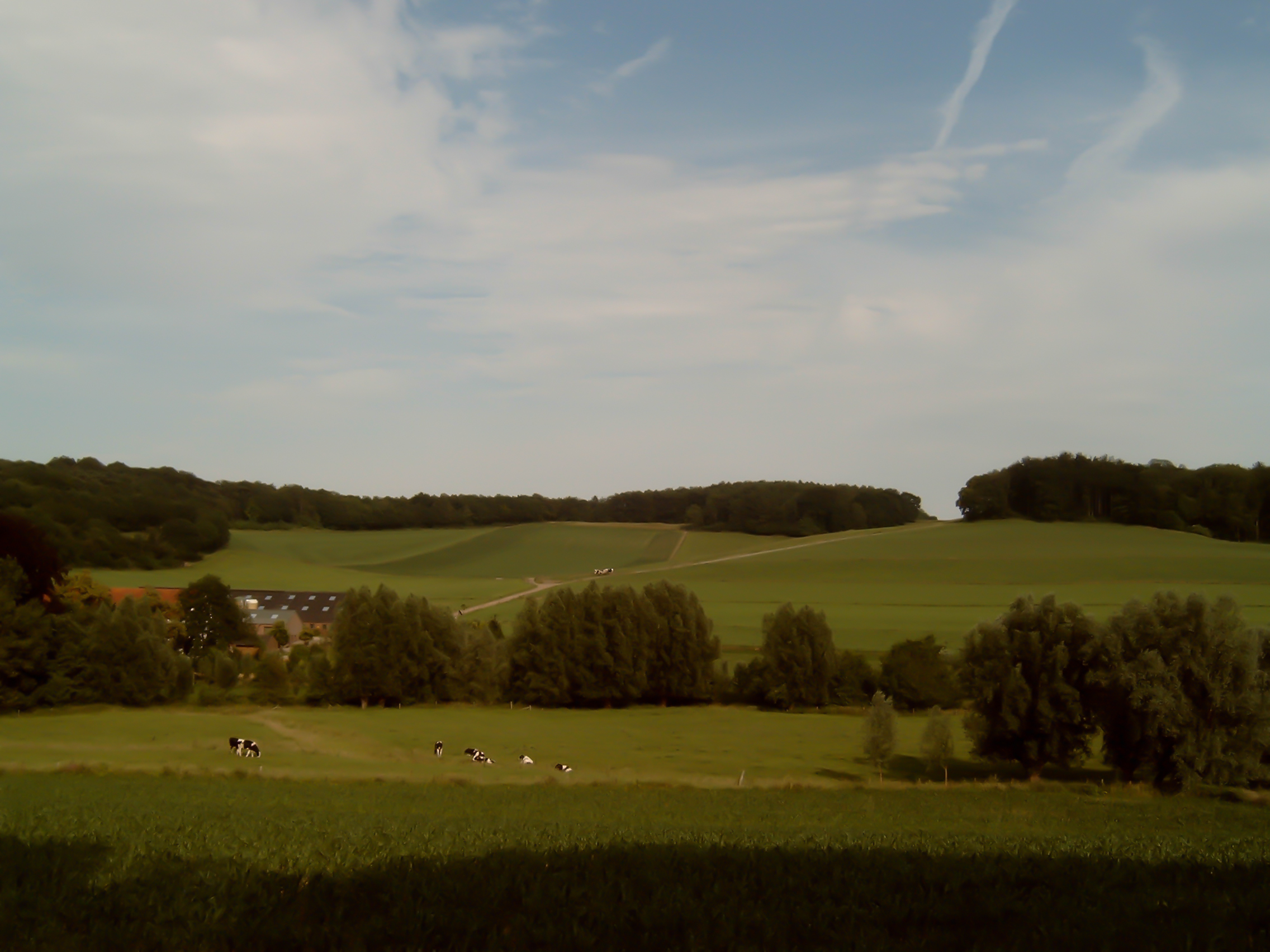
Région vallonnée entre Slenaken et Gulpen